# Папуловське сільське поселення
Папу́ловське сільське поселення (рос. Папуловское сельское поселение) — адміністративна одиниця у складі Лузького району Кіровської області Росії. Адміністративний центр поселення — присілок Папулово.

## Історія
Станом на 1939 рік на території сучасного сільського поселення існували Алешевська сільська рада, Вимська сільська рада, Грибошинська сільська рада, Папуловська сільська рада та Шелюзька сільська рада. Станом на 1950 рік існували ті ж Алешевська (населення 544 особи), Вимська (населення 1607 осіб), Грибошинська (населення 2210 осіб), Папуловська (населення 2413 осіб) та Шелюзька сільські ради (населення 229 осіб). Станом на 1978 кількість сільрад була меншою — Грибошинська (центр у присілку Дресвище) та Папуловська сільські ради (центр у селі Папулово). Станом на 1998 рік на відміну від сільрад існували Вимський сільський округ (центр у селищі Уга), Грибошинський сільський округ (центр у присілку Андрієва Гора) та Папуловський сільський округ (центр у присілку Папулово).
Станом на 2002 рік на території сучасного поселення існували такі адміністративні одиниці:
- Вимський сільський округ (селище Уга, присілки Бабаєвська, Годово, Єгошинська, Захаровська, Захаровський виставок, Кікосовська, Лухтаново, М'ясовська, Павлушинська, Піщанка, Ушкінська, Ушкінський виставок)
- Грибошинський сільський округ (присілки Андрієва Гора, Бурковська, Вердюковська, Горка виставок, Грибошино, Грибошинський виставок, Дресвище, Комельська, Косково, Лопотово, Мисовська, Насоновська, Нікітінська, Пасхалінська, Перевоз, Плішкіно, Пестовська, Романова Гора, Спіріна Гора, Тереховська, Тимошинська, Харитоново)
- Папуловський сільський округ (селище Боровиця, присілки Алешево, Антипіно, Большедорська, Бушковська, Гавриловська, Ємельяново, Єрзовка, Льнозавод, Моїсеєва Гора, Надієвська, Нікітінська, Папулово, Прокошевська, Чирково, Чумовиця)

Згідно із законом Кіровської області від 7 грудня 2004 року № 284-ЗО у рамках муніципальної реформи сільські округи були перетворені у сільські поселення. 2007 року Вимське сільське поселення було приєднане до складу Грибошинського сільського поселення, 2012 року Грибошинське сільське поселення було приєднано до Папуловського сільського поселення.

## Населення
Населення поселення становить 730 осіб (2017; 783 у 2016, 850 у 2015, 923 у 2014, 995 у 2013, 1081 у 2012, 1166 у 2010, 1910 у 2002).

## Склад
До складу поселення входять 48 населених пунктів. 2012 року було знято з обліку присілок Нікітинська колишнього Грибошинського сільського поселення, 2015 року — присілок Горка виставок:
| Населений пункт                  | Населення, осіб (2002) | Населення, осіб (2010) |
| -------------------------------- | ---------------------- | ---------------------- |
| Алешево, присілок                | 6                      | 2                      |
| Андрієва Гора, присілок          | 80                     | 58                     |
| Антипино, присілок               | 37                     | 16                     |
| Бабаєвська, присілок             | 9                      | 3                      |
| Большедорська, присілок          | 6                      | 1                      |
| Боровиця, селище                 | 497                    | 328                    |
| Бурковська, присілок             | 11                     | 0                      |
| Бушковська, присілок             | 12                     | 3                      |
| Вердюковська, присілок           | 3                      | 0                      |
| Гавриловська, присілок           | 0                      | 0                      |
| Годово, присілок                 | 33                     | 7                      |
| Горка виставок, присілок         | 2                      | 0                      |
| Грибошино, присілок              | 24                     | 9                      |
| Грибошинський виставок, присілок | 1                      | 0                      |
| Дресвище, присілок               | 33                     | 16                     |
| Єгошинська, присілок             | 55                     | 33                     |
| Ємельяново, присілок             | 29                     | 15                     |
| Єрзовка, присілок                | 52                     | 39                     |
| Захаровська, присілок            | 2                      | 3                      |
| Захаровський виставок, присілок  | 5                      | 1                      |
| Кікосовська, присілок            | 14                     | 7                      |
| Комельська, присілок             | 31                     | 20                     |
| Косково, присілок                | 9                      | 3                      |
| Лопотово, присілок               | 39                     | 25                     |
| Лухтаново, присілок              | 31                     | 19                     |
| Льнозавод, присілок              | 4                      | 2                      |
| Мисовська, присілок              | 8                      | 9                      |
| Моїсеєва Гора, присілок          | 5                      | 4                      |
| М'ясовська, присілок             | 35                     | 19                     |
| Надієвська, присілок             | 5                      | 6                      |
| Насоновська, присілок            | 4                      | 1                      |
| Нікітинська, присілок            | 6                      | 0                      |
| Нікітинська, присілок            | 6                      | 0                      |
| Павлушинська, присілок           | 15                     | 6                      |
| Папулово, присілок               | 331                    | 238                    |
| Пасхалинська, присілок           | 5                      | 5                      |
| Перевоз, присілок                | 6                      | 4                      |
| Пестовська, присілок             | 73                     | 42                     |
| Піщанка, присілок                | 9                      | 4                      |
| Плішкіно, присілок               | 0                      | -                      |
| Прокошевська, присілок           | 2                      | 1                      |
| Романова Гора, присілок          | 15                     | 9                      |
| Спіріна Гора, присілок           | 4                      | 1                      |
| Тереховська, присілок            | 9                      | 0                      |
| Тимошинська, присілок            | 17                     | 10                     |
| Уга, селище                      | 271                    | 160                    |
| Ушкінська, присілок              | 15                     | 14                     |
| Ушкінський виставок, присілок    | 6                      | 3                      |
| Харитоново, присілок             | 21                     | 19                     |
| Чирково, присілок                | 6                      | 1                      |
| Чумовиця, присілок               | 11                     | 0                      |